# Bettina Niedt
Bettina Niedt (* 1957 in Berlin) ist eine deutsche Malerin.
Ihren künstlerischen Durchbruch hatte sie in den 1980er Jahren im Kreis der „Jungen Wilden“ in West-Berlin.

## Leben
Nach dem Abitur studierte Bettina Niedt zunächst Kunstgeschichte und Theaterwissenschaften an der FU Berlin. In dieser Zeit begann sie zusammen mit Michael Klier die Arbeit an verschiedenen Videofilmprojekten. Es entstand u. a. der  Film Der Riese (Mitarbeit: Drehbuch, Schnitt, Ton). 1979 begann sie parallel ein Studium der Malerei an der Hochschule der Künste bei Wolfgang Petrick, das sie 1984 als  Meisterschülerin abschloss.
Bereits 1981 bezog sie ein Atelier in der Kulmer Straße 20A, wo sie mit weiteren Schülern der „Klasse Petrick“ die Produzentengalerie „Galerie Kulmer Straße“ betrieb. Von 1982 bis 1987 war sie Stipendiatin der „Studienstiftung des Deutschen Volkes“, von 1986 bis 1988 der Karl-Hofer-Stiftung. 1987 zeigte sie anlässlich des Festaktes zur Gründung der Akademie der Wissenschaften zu Berlin ihr Werk Das Riesengemüse (1985, 190 × 140 cm).
1987 verlegte Niedt ihren Lebensmittelpunkt von Berlin nach Sylt und wandte sich in ihrer Arbeit von der Figur ab. Durch ihre Umgebung beeinflusst entstanden die Bildserien „Das Meer“ und „Denkmal des Meeres“. Parallel aber entstanden figürliche Plastiken und Skulpturen aus unbearbeiteten Treibholz. 1990 unternahm sie mehrere Reisen an die Ostsee, Fischland, Darß und Zingst. In den dort noch vorhandenen unberührten Landschaften in den Sperrgebieten fand sie unzählige „Schwemmholzskulpturen“, die die Grundlage für eine Fotodokumentation und die Bilderserien „Safari“ und „Katze“ bildeten. Ab 1991 führten sie ihre Reisen immer wieder an die Ostsee; es entstand eine umfangreiche Sammlung von Feuersteinen. Diese diente ebenfalls als Grundlage für Werkgruppen in der Malerei.
Nach dem frühen Tod ihrer Eltern und der Geburt ihrer Tochter 1992 wurde Sylt der zentrale Lebensmittelpunkt. Sie verdiente ihren Lebensunterhalt als Finanzhändlerin. Es entstanden ca. 300 kleine figürliche Tonplastiken. Ab 1996 entstanden wieder kleinere Papierarbeiten.
Ab 2005 rückte die Fotografie in das Zentrum ihrer künstlerischen Tätigkeit. Mit ihrem Yorkshireterrier als Protagonisten entstand eine künstlerische Fotodokumentation der Stadt Berlin, die sie 2009 zur Preisträgerin des Fotowettbewerbs „Berlin – Heimat – Metropole“ beim Metropolenkongress der SPD machte. 2009 begann sie, mit Hilfe von Stoffresten nicht fertige Bilder oder „höchstens mittelprächtige Werke“ aus der Zeit von vor 1992 aufzuarbeiten. Damit begann eine Werkphase des „UP-Cyclen“. Dieses Prinzip übertrug sie später auch auf ihre Papierarbeiten. Ab 2012 widmete sich Bettina Niedt wieder der klassischen Malerei. Es entstand die Folge „Lampen und Leuchten“. 2014 entstanden mehrere Bildserien auf Gobelindekostoff, die wieder an die Abstraktion der früheren Bilder anknüpfen.
Bettina Niedt lebt und arbeitet in Berlin.
Erste Ankäufe fanden 1984 für die Berlinische Galerie statt (Bube Dame, 1981, Acryl, 240 × 180 cm; Die Straße kommt ins Haus, 1984, Mischtechnik, 230 × 280 cm); graphische Selbstbildnisse von ihr befinden sich im Bestand des HAUM Braunschweig.

## Ausstellungen
E = Einzelausstellung, G = Gemeinschaftsausstellung, M = Messe
- 1982: Paintings, Belziger Straße, Berlin
- 1982: Selbstportraits, Anderes Ufer, Berlin
- 1983: Galerie Kulmer Straße, Berlin, Text: Heinz Ohff[6] (E)
- 1984: Große Kunstausstellung Düsseldorf, Düsseldorf (G)
- 1984: Berlin/Brüssel, Atelier Rue Sainte Anne, Brüssel (zusammen mit Heike Ruschmeyer)
- 1985: Chicago Art Fair, Chicago (M)
- 1985: Bericht 85. 3 Jahre Ankäufe des Senats, Staatliche Kunsthalle, Berlin (G)
- 1985/86: Drawings from Berlin, Bette Stoler Gallery, New York (G)
- 1986: Gegenlicht, Staatliche Kunsthalle, Berlin (G)
- 1986: Große Kunstausstellung Düsseldorf, Düsseldorf (G)
- 1987: Ausstellung anlässlich der Gründung der Akademie der Wissenschaften zu Berlin, Reichstag, Berlin (G)
- 1987: Die alltäglichen Feste, Neuer Berliner Kunstverein, Berlin (G)
- 1988: Stipendiaten der Karl Hofer Gesellschaft, Galerie Haus am Lützowplatz (G)
- 1989: Eberhard Roters zu Ehren, Berlinische Galerie, Berlin, (G)
- 1989: Arbeiten junger Künstler, Berlinische Galerie Berlin, Berlin (G)
- 1989: Art Basel, Basel mit Galerie Jörg Stummer[7] (M)
- 1989:  Bilder und Zeichnungen, Galerie Jörg Stummer, Zürich (E)
- 2015:  Wilder Kiez West Berlin, Westphal-Berlin, Berlin (G), zusammen mit Arbeiten von Martin Heinig, Barbara Quandt, Walter Stöhrer (aus Privatsammlung)

## Kataloge
- Bericht 85. 3 Jahre Ankäufe des Senats. Staatliche Kunsthalle Berlin, Berlin 1985, S. 141, 185 (mit Abbildung S. 141: Die Straße kommt ins Haus, 1984) (Ausstellungskatalog).
- Die alltäglichen Feste. Susanne Ahner, Walter vom Hove, Bettina Niedt, Eva Paul, Jan-Michael Sobottka, Stipendiaten der Karl-Hofer-Gesellschaft. Aus Anlass der Ausstellung im Neuen Berliner Kunstverein, 24. Oktober – 5. Dezember 1987. (Berliner Künstler der Gegenwart. 77). NBK, Berlin 1987. Vorwort: Lucie Schauer. (Ausstellungskatalog).
- Bettina Niedt. Berlin [ohne Jahr]. [20] ungezählte Seiten, illustriert